# 장현우
장현우(張現宇, 1993년 5월 26일 ~ )는 대한민국의 축구 선수이다.

## 클럽 경력
2012년 FC 서울에 입단하였으며 2013년 11월 FC 서울과 계약해지와 동시에 상주 상무에 입단하였다. 2015년 10월 전역 후 소속팀이 없다가, 2015년 12월 부산 아이파크 공개 테스트에 참가하여 최종 합격하였다.